# كارلوس سيزار نيفيس
كارلوس سيزار نيفيس (بالبرتغالية: Carlos César Neves‏) هو لاعب كرة قدم برازيلي في مركز ظهير ‏، ولد في 21 أبريل 1987 في أوبيرابا في البرازيل. لعب مع أتلتيكو باراناينسي وأتلتيكو مينيرو ونادي بوا إيسبورت ونادي غواراني ونادي فاسكو دا غاما ونادي كريسيوما.

## وصلات خارجية
- كارلوس سيزار نيفيس على موقع قاعدة بيانات كرة القدم.إي يو (الإنجليزية)
- كارلوس سيزار نيفيس على موقع Soccerway.com (الإنجليزية)
- كارلوس سيزار نيفيس على موقع عالم كرة القدم.نت (الإنجليزية)
- كارلوس سيزار نيفيس على موقع AS.com (الإسبانية)